# Cnemolia densenigromaculata
Cnemolia densenigromaculata är en skalbaggsart som beskrevs av Stefan von Breuning 1970. Cnemolia densenigromaculata ingår i släktet Cnemolia och familjen långhorningar. Inga underarter finns listade i Catalogue of Life.